# Ciginovac
Ciginovac är en sjö i Kroatien.   Den ligger i länet Lika, i den centrala delen av landet, 110 km söder om huvudstaden Zagreb. Ciginovac ligger 641 meter över havet. Den ligger vid sjön Prošćansko Jezero. I omgivningarna runt Ciginovac växer i huvudsak lövfällande lövskog.